# Emiko Smith
Emiko Smith (* 13. April 1991 in Los Angeles) ist eine amerikanische Basketballspielerin. Sie ist Tochter eines Amerikaners und einer Japanerin und hat zwei Brüder.
Ihre Basketballkarriere startete die 1,65 m große Aufbauspielerin in der Windward School in Los Angeles, wo sie bis 2009 spielte. Von dort wechselte sie von 2009 bis 2013 an die University of Denver und war in allen Spielen in der Starting Five. Mit 725 Assists ist sie Rekordhalterin bei den Denver Pioneers. Sowohl an der Winward School als auch bei den Denver Pioneers war sie in allen Spielen in der Starting Five.
In der Saison 2013/2014 spielte sie als Profi beim deutschen Erstligisten BC Marburg. Danach kehrte sie in die USA zurück.